# HD 180902 b
HD 180902 b -экзопланета, вращающаяся вокруг оранжевого карлика HD 180902 и находящаяся на расстоянии приблизительно 359 световых лет в созвездии Стрельца.